# 里瓦 (馬里蘭州)
里瓦（英語：Riva）是位於美國馬里蘭州安妮阿倫德爾縣的一個普查規定居民點。

## 人口
根據2020年美國人口普查的數據，里瓦的面積為7.52平方千米，當中陸地面積為6.36平方千米，而水域面積為1.16平方千米。當地共有人口4257人，而人口密度為每平方千米566.09人。